# Saxifraga x grata
Saxifraga x grata es una planta herbácea de la familia de las saxifragáceas.
Es un híbrido compuesto por las especies Saxifraga aretioides y Saxifraga ferdinandi-coburgi.

## Taxonomía
Saxifraga x grata fue descrita por Engl. & Irmsch. y publicado en Pflanzenr. IV, 117 II: 600 1919.
Etimología
Saxifraga: nombre genérico que viene del latín saxum, ("piedra") y frangere, ("romper, quebrar"). Estas plantas se llaman así por su capacidad, según los antiguos, de romper las piedras con sus fuertes raíces. Así lo afirmaba Plinio, por ejemplo.
grata: epíteto latino que significa "agradable"
Cultivares
- Saxifraga x grata 'Gratoides'
- Saxifraga x grata 'Annemarie'
- Saxifraga x grata 'Loeflingii'